# Anell planetari
Un anell planetari és un anell de pols còsmica i altres partícules petites que orbiten al voltant d'un planeta en una regió en forma de disc pla.
Els anells planetaris més espectaculars coneguts són els de Saturn, però els altres gegants gasosos (Júpiter, Urà i Neptú) també en tenen.
Investigacions recents suggereixen que la lluna de Saturn Rea podria tenir el seu propi sistema d'anells, que la faria l'única lluna coneguda que en posseeix un.
L'origen dels anells pot néixer al disc protoplanetari o de les restes d'un satèl·lit destruït en el passat. Les partícules no tenen prou entitat com per formar per si soles un nou astre i queden atrapades per la gravetat del planeta.

## Anells dels planetes del Sistema Solar

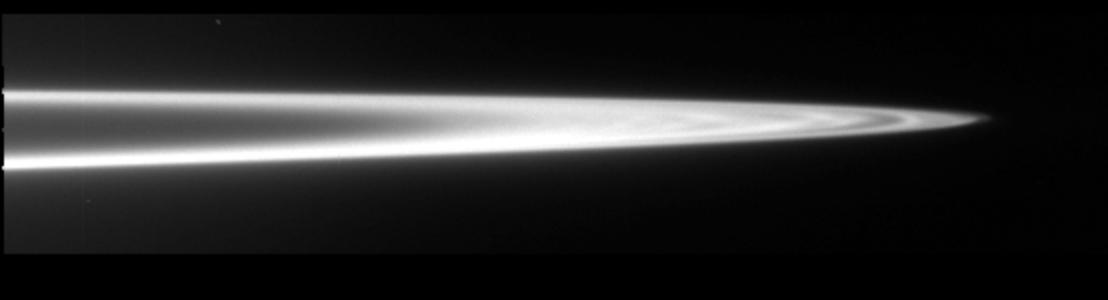
Imatge de l'anell principal de Júpiter de la sonda Galileu.

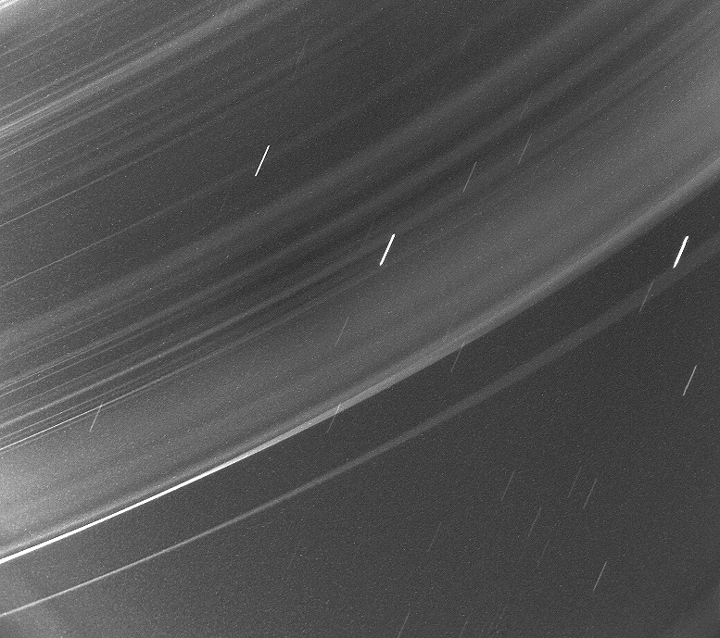
Imatge dels anells d'Urà de la Voyager 2.

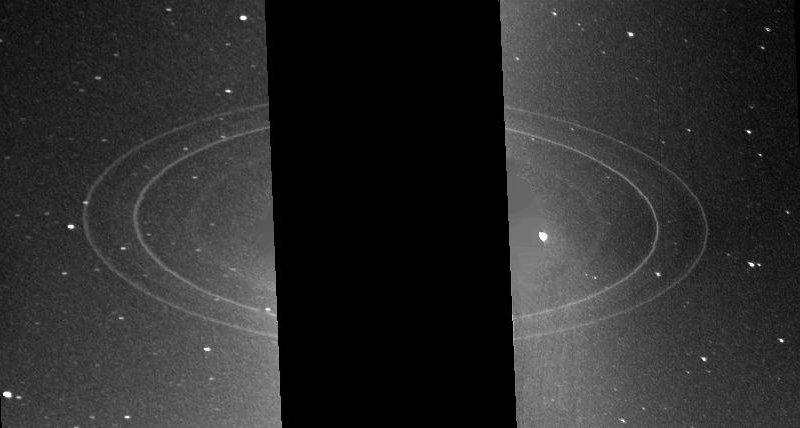
Dues imatges dels anells de Neptú de la Voyager 2.